# Tupolev ANT-26
Il Tupolev ANT-26 (in cirillico Туполев АНТ-26) era il nome dato al progetto per un mastodontico bombardiere monoplano, per la cui propulsione era previsto l'impiego di ben dodici motori, progettato in Unione Sovietica dallo TsAGI, all'epoca diretto da Andrej Nikolaevič Tupolev; viene indicato anche con la sigla TB-6 in base alla tipologia di impiego prevista (dal cirillico ТБ-6: Тяжёлый Бомбардировщик, Tyazholy Bombardirovschik, ovvero bombardiere pesante; il numero 6 indicava trattarsi del sesto velivolo destinato a quello specifico ruolo).
Il suo progetto risale agli ultimi mesi del 1929 e avrebbe dovuto rappresentare l'evoluzione finale degli studi che avevano già dato vita agli ANT-6, ANT-16 ed ANT-20. L'esito negativo dello sviluppo dell'ANT-16 e l'attenzione da parte delle autorità militari verso macchine più leggere e veloci ne determinarono l'abbandono prima ancora che si giungesse alla realizzazione del prototipo.

## Storia del progetto
Il progetto dell'ANT-26 fu curato direttamente da Tupolev in collaborazione con Vladimir Michajlovič Petljakov i quali impegnarono una considerevole quantità di risorse per la stesura del progetto che prevedeva un velivolo dall'apertura alare pari a 95 m e dal peso al decollo pari a 75 000 kg.
Il progetto era caratterizzato da molti elementi inusuali: dalle gondole subalari dotate di mitragliatrici e cannoni, alle tre derive previste per i piani di coda.
Un altro aspetto caratteristico dell'ANT-26 avrebbe dovuto essere la disposizione degli apparati propulsivi: i dodici motori erano disposti in parte (otto) nelle ali ed in parte (i rimanenti quattro) appaiati in tandem (in configurazione traente-spingente) sopra due strutture metalliche poggianti sulle semiali. In particolare, secondo una delle fonti reperite, in ogni semiala tre motori erano disposti sul bordo d'entrata ed uno, all'estremità esterna, alloggiato in una gondola disposta in prossimità del bordo d'uscita in posizione spingente.
Tutti i motori installati avrebbero dovuto essere Mikulin AM-34: si trattava di un'unità a dodici cilindri a V di 60° raffreddati a liquido; era previsto l'impiego della versione AM-34FRN dotata di compressore centrifugo, capace di sviluppare la potenza pari a 1 200 CV.
Al fine di valutare il comportamento in volo delle componenti e per risolvere le problematiche legate ad un velivolo di tali dimensioni venne realizzato, nel corso del 1933, un aliante in scala.
Il velivolo, in previsione dell'impiego come bombardiere pesante, venne denominato TB-6; dal progetto era previsto anche uno sviluppo per il trasporto in grado di ospitare un'intera compagnia di soldati oppure di trasportare mezzi da combattimento.
L'insuccesso dell'ANT-16 e le difficoltà incontrate nella realizzazione di bombardieri dalle dimensioni giganti indussero le autorità sovietiche a concentrare la propria attenzione verso macchine più leggere ma, al tempo stesso, più veloci ed agili così (nel luglio del 1934) lo sviluppo dell'ANT-26 e, di conseguenza, quello dell'ANT-28 vennero dapprima sospesi e successivamente annullati in via definitiva, senza che ne fosse stato realizzato nemmeno un esemplare.